# Arnór Snær Óskarsson
Arnór Snær Óskarsson (* 22. Februar 2000 in Reykjavik) ist ein isländischer Handballspieler, der aktuell beim norwegischen Erstligisten Kolstad IL spielt.

## Karriere

### Im Verein
Arnór Snær Óskarsson begann das Handballspielen bei Valur Reykjavík und spielte hier bis 2023. Mit diesem Verein wurde er in der höchsten isländischen Liga Úrvalsdeild karla (auch bekannt als Olís Deildin) zweimaliger isländischer Meister in den Saisons 2020/21 gegen Haukar und 2021/22 gegen ÍBV. Zusätzlich gewann Valur in diesen beiden Saisons auch den isländischen Cup. Die Teilnahme an der EHF European League 2021/22 endete bereits in der zweiten Qualifikationsrunde gegen den TBV Lemgo, Óskarsson erzielte 3 Tore. In der European League 2022/23 erzielte Óskarsson 66 Tore in zehn Spielen, Valur schied hier im Achtelfinale gegen Frisch Auf Göppingen aus. 
Zur Saison 2023/24 wechselte er in die deutsche Bundesliga zu den Rhein-Neckar Löwen. Im Februar 2024 wurde er für die restliche Saison an den VfL Gummersbach ausgeliehen. Im November 2024 wechselte er zum norwegischen Erstligisten Kolstad IL. Mit Kolstad gewann er 2025 die norwegische Meisterschaft.

### In Auswahlmannschaften
Seine ersten Länderspiele absolvierte Arnór Snær Óskarsson im Juli 2017 in der isländischen Jugendnationalmannschaft (U17) beim Europäischen Olympischen Jugendfestival EYOF in Ungarn. 2018 spielte er in der isländischen U18-Nationalmannschaft bei der U18-Europameisterschaft in Kroatien. Island verlor im Finale mit 27:32 gegen Schweden – Óskarsson warf 21 Tore in dem Turnier. In der Hauptrunde gewann Island knapp mit einem Tor gegen Deutschland und sorgte somit für das Ausscheiden der deutschen U18, unter anderem mit Juri Knorr. Er stand im erweiterten Kader der isländischen A-Nationalmannschaft für die Weltmeisterschaft 2023, absolvierte jedoch kein Spiel im Turnier.